# 彩釉陶器

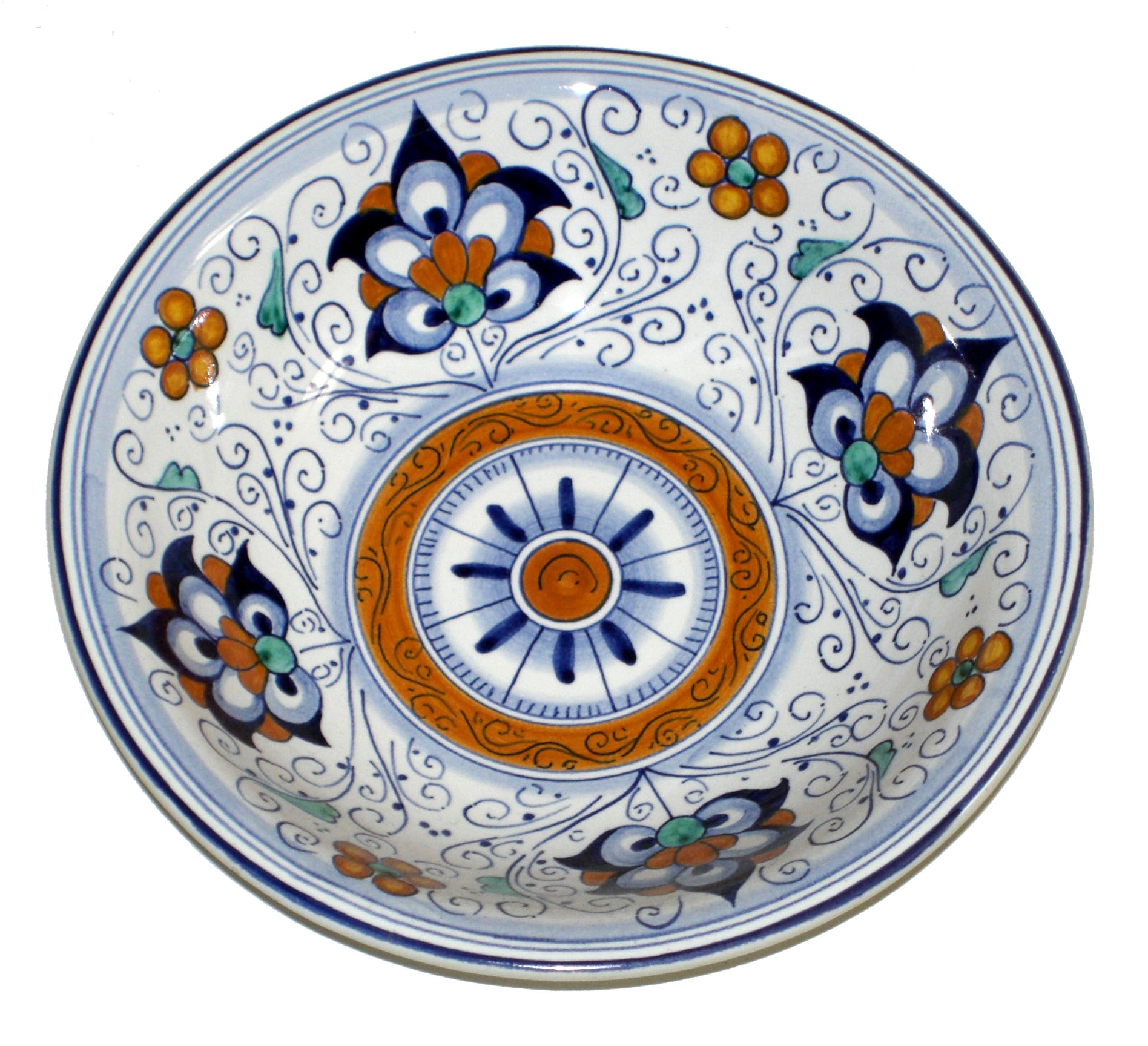
绘有传统图案的现代碗，产自意大利法恩扎

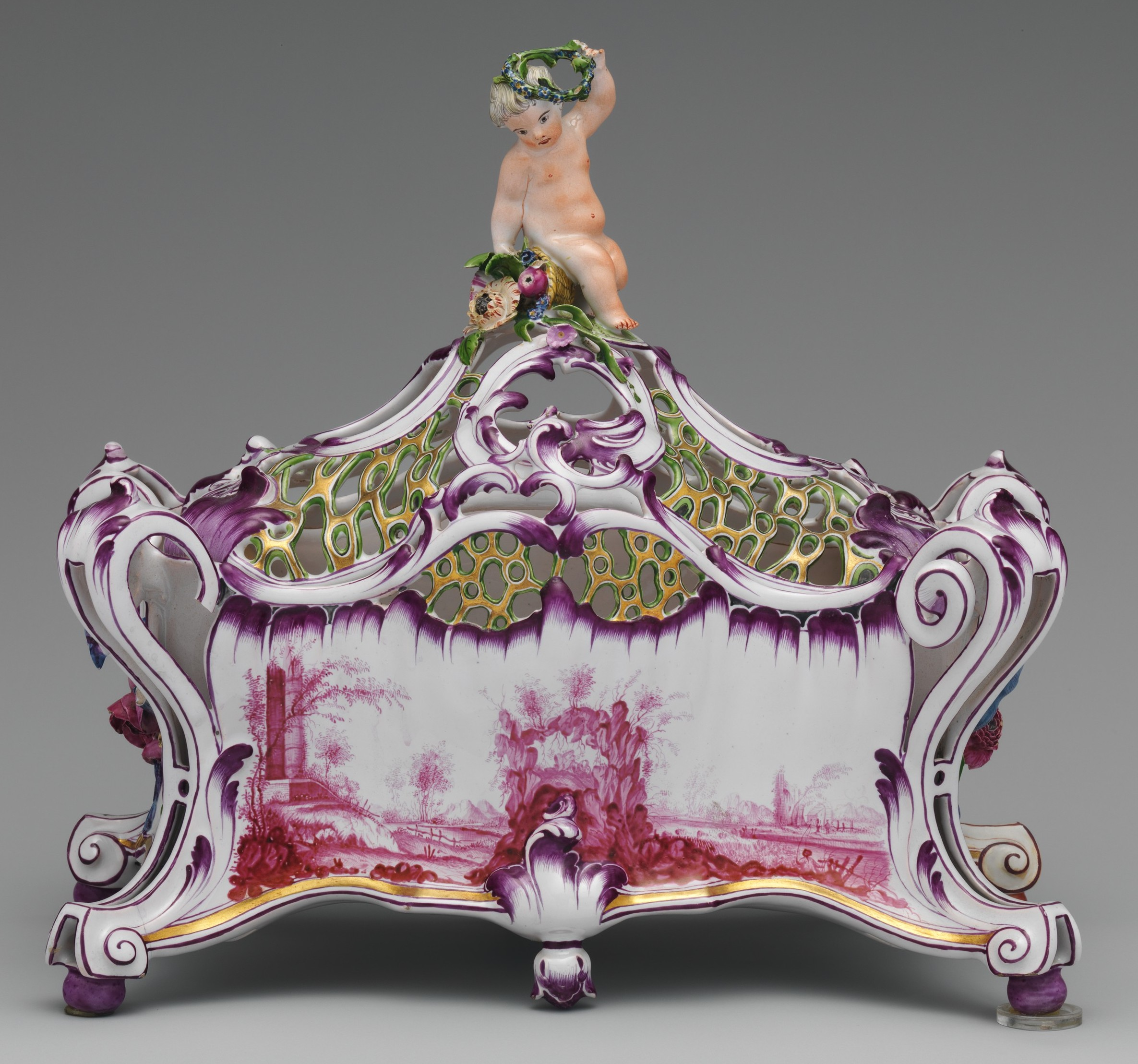
精致的洛可可式尼代尔维莱尔彩陶，1760-65年

彩釉陶器（法語：faïence，發音：[fajɑ̃s] ⓘ）是涂有彩色釉料（多为锡釉）的陶器。其外文名“faïence”来自意大利城市法恩扎的法语旧名。